# Under the Influence, vol. 11
 (février 2012).
Under the Influence Vol.11 est un EP de Joey Cape et Mike Hale de la série des Under The Influence 7". Il est sorti le 6 octobre 2009 chez Suburban Home Records.
Dans l'esprit de la serie Under the Influence, chaque chanteur reprend un morceau d'un autre groupe. Joey Cape une chanson de Tears for Fears et Mike Hale une de Hot Water Music

## Pistes
| No | Titre            | Durée |
| -- | ---------------- | ----- |
| 1. | "Watch Me Bleed" | 3:23  |
| 2. | "Turnstile"      | 2:57  |